# Dian Sørensen
Dian Sørensen er en tidligere amerikansk fodboldspiller.
Sørensen startede sin karriere i Næstved, og har har spillet WR/QB/RB/DE/DB/KR/PR/K/P. Han har spillet for bl.a. Roskilde Kings, Århus Tigers, Hvidovre Stars og Kentucky Wesleyan.
 Der er for få eller ingen kildehenvisninger i denne artikel, hvilket er et problem. Du kan hjælpe ved at angive troværdige kilder til de påstande, som fremføres i artiklen.